# Inegalitatea lui Bessel
Inegalitatea lui Bessel este, în analiza funcțională, o teoremă referitoare la legătura dintre coeficienții unui element X dintr-un spațiu Hilbert și un șir ortonormal.
Poartă numele matematicianului german Friedrich Wilhelm Bessel.
Fie {\displaystyle H} un spațiu Hilbert și să presupunem că {\displaystyle e_{1},e_{2},...} este un șir ortonormat în {\displaystyle H}.
Atunci, pentru orice {\displaystyle x} in {\displaystyle H} avem:
{\displaystyle \sum _{k=1}^{\infty }\left\vert \left\langle x,e_{k}\right\rangle \right\vert ^{2}\leq \left\Vert x\right\Vert ^{2}} unde <∙,∙> semnifică produsul intern în cadrul spațiului Hilbert {\displaystyle H}.
Dacă definim suma infinită:
{\displaystyle x'=\sum _{k=1}^{\infty }\left\langle x,e_{k}\right\rangle e_{k},}
fiind suma infinită a proiecțiilor vectorilor {\displaystyle x} pe direcția {\displaystyle e_{k}}, inegalitatea lui Bessel conduce deci la concluzia că această serie este convergentă. 
Inegalitatea lui Bessel rezultă din identitatea:
{\displaystyle \left\|x-\sum _{k=1}^{n}\langle x,e_{k}\rangle e_{k}\right\|^{2}=\|x\|^{2}-2\sum _{k=1}^{n}|\langle x,e_{k}\rangle |^{2}+\sum _{k=1}^{n}|\langle x,e_{k}\rangle |^{2}=\|x\|^{2}-\sum _{k=1}^{n}|\langle x,e_{k}\rangle |^{2},}
valabilă pentru orice {\displaystyle n}, cu excepția cazului când {\displaystyle n} este mai mic decât 1.